# オートマチックトランスミッション

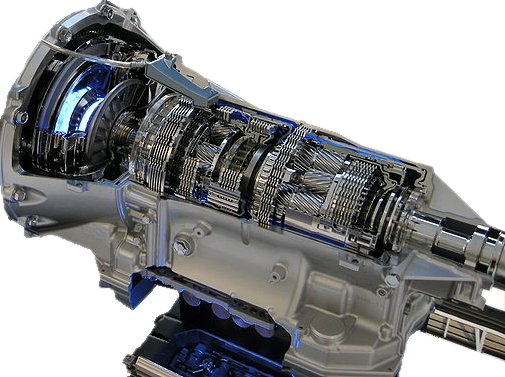
トヨタ・AA80E遊星歯車式オートマチックトランスミッション（2007年 - 現在）のカットモデル

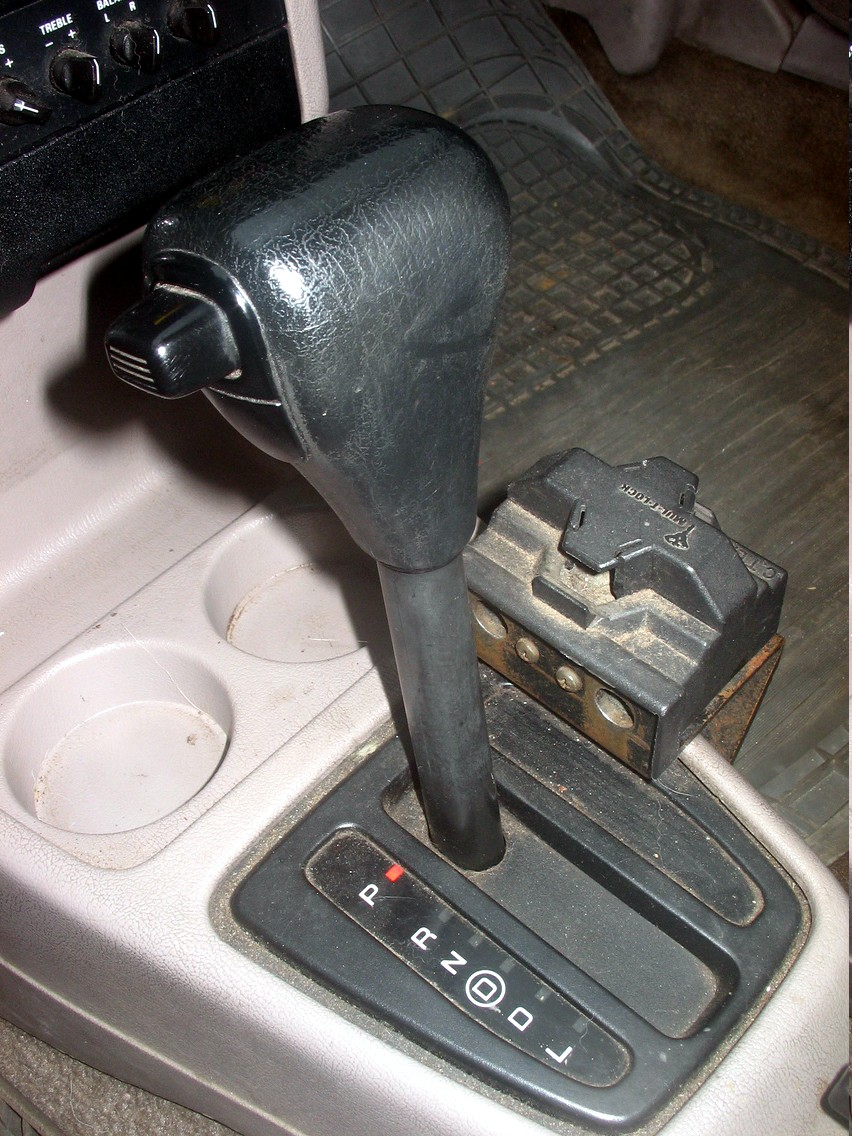
オートマチックトランスミッション用の典型的なギアセレクタ

オートマチックトランスミッション（英: automatic transmission、略称: AT）あるいは自動変速機（じどうへんそくき）は、自動車やオートバイといった内燃機関を動力源とするモータービークルにおける変速機（トランスミッション）の一種で、車速やエンジンの回転速度に応じて変速比を自動的に切り替える機能を備えたトランスミッションの総称である。日本では「オートマチックトランスミッション」という呼び方が長く煩雑であることから、文章表記ではA/T、ATと略記されることが多い。口語ではオートマチックないしはオートマが通用している。古くはノークラ（ノークラッチペダル）、ノンクラ、トルコンなどと呼ばれた。
狭義には変速機自体を指すが、発達の経緯が変速操作の自動化のみならず、マニュアルトランスミッション車（以下、MT）からクラッチペダルを取り去ることでもあったため、必然的にクラッチの自動化を伴っている。そのため、広義にATを称する場合は、各種の自動クラッチ機構を含めることが多い。また、トランスミッション、車軸、差動装置（ディファレンシャル）が1つの統合された組立部品（ASSY）に含まれる、つまり技術的にはトランスアクスルとなっていることが多い。
最も一般的な種類のオートマチックトランスミッションは俗にステップATと呼ばれる油圧制御式有段自動変速機であり、遊星歯車機構、油圧制御装置、トルクコンバータを使用する。その他の種類には無段変速機（CVT）、オートメイテッドマニュアルトランスミッション（AMT）、デュアルクラッチトランスミッション（DCT）がある。トルクコンバータを使用した遊星歯車式オートマチックトランスミッションは俗に「トルコン」または「トルコンAT」と呼ばれる。
オートマチックトランスミッションのうち、変速比の選択はもっぱら運転者が行い、それ以外のクラッチ操作などを自動化したものをセミオートマチックトランスミッション（セミAT）と呼ぶ。これと区別するために、変速比の選択をふくめて全て自動化したものをフルオートマチックトランスミッション（フルAT）と呼ぶ場合がある。両者の差は自動制御可能な範囲の違いであり、クラッチ機構や変速機構の違いではない。
日本の運転免許制度上ではセミAT・フルATを問わず、クラッチを操作するペダルやレバーがなければオートマチック限定免許での運転が可能である。

## 歴史
自動クラッチと自動変速機構を組み合わせて自動車の変速操作を完全自動化する発想として最も古い例は、1904年にスターティヴァント社が開発した「horseless carriage gearbox（馬なし馬車ギアボックス）」である。これは単板クラッチ2組を遠心力を利用して制御することで自動変速されるように考えられていたが、量産化はされなかった。
1908年に発売されたフォード・モデルTは、大量生産技術の駆使で1927年までの19年間に1,500万台が生産される世界的なベストセラーになり、自動車の歴史に大きな足跡を残したが、特徴として遊星歯車と多板クラッチによる前進2段、後進1速の半自動変速機を標準装備していた。この構造は1910年代までの手動変速機車に比較して格段に操作が簡易であった。ただし、自動車が高速化・強力化するに伴い、固定変速比の2速変速機では特に高速域での巡航における実用性が得られなくなり、市場の趨勢は3〜4速の手動変速機にとって代わられた。
クラッチを自動化した4段程度の遊星歯車式半自動変速機は1920年代末期から出現したが（例：プリセレクタ・トランスミッション）、採用した事例はイギリス、フランスなどの一部メーカーの製品に留まっており、またその作動は完全自動化にまでは到達していなかった。 

### 全自動変速機の実用化
1939年、ゼネラルモーターズ（GM）がオールズモビル1940年型のオプション装備として発売した「ハイドラマチック」は、4段式の遊星歯車変速機と流体継手（フルードカップリング）が組み合わされ、これが実用水準に達したATの始まりと考えられている。クラッチの役目を果たすフルードカップリングにはトルク増幅作用は組み込まれていなかったものの、減速比（変速段）は油圧によって自動的に切り替えが行われ、キックダウン機構をはじめとする、後年のATでも採用される基本機能を有していた。当時のオールズモビルの新車広告には、クラッチペダルに×印を大書したイラストが掲載され、そのイージードライブ性をアピールした。
以降、GMに続いてアメリカの主要な自動車メーカーは1940年代から1950年代にかけてATの開発を促進した。ハドソンやカイザーなど、自力でATの開発が行えなかったビッグスリー以外の中堅メーカーには、GMから社外販売されるようになったハイドラマチックのユニットを購入して装着することでAT化への追随を余儀なくされた事例も見られた。第二次世界大戦終結後のアメリカではガソリン価格が下がり、乗用車の排気量拡大・ハイオクタン仕様化によるパワー増大競争と並行してATが急速に普及、1945年に5 %未満だった乗用車のAT普及率が1965年には90 %超となった。

### トルクコンバータ導入
フルードカップリングを発展させてトルク増幅作用を備えたトルクコンバータ（以下、トルコン）が市販車に採用されたのはGMの「ダイナフロー」で、1948年発表のビュイックに搭載された。変速機は2速の手動変速機で、通常は2速に固定され、駆動力の必要な場合に手動で1速に切り替えるというものであった。1949年から翌年にかけ、同じくGM系のシボレー向けに「パワーグライド」が、またパッカードの自社開発で「ウルトラマチック」が2速ATとして市販され、1953年にはクライスラーも「パワーグライド」を導入している。この当時のトルコンは、ロックアップ機構は組み込まれず、スリップに伴って生じる伝達ロスにより、スロットル操作に対するレスポンス（ツキ）や燃費が悪かった。
1950年代中期にトルコンと組み合わされた3段以上のATが登場し、技術の進歩と共に変速段数が増やされたり、ロックアップ機構が加えられたりといった改良が加えられた。GMハイドラマチックも1950年代後期にはトルコンと3段変速を持つ第二世代に移行し、3速ATは1980年代まで市場の大勢を占めるようになった。
ATの量産化や小型化はその後も進行、やがて低廉な大衆車や横置きエンジン前輪駆動の小型車にも搭載されるようになった。

### ベルト式無段変速機普及
ベルト式無段（自動）変速機については、以前よりトライアンドエラーが続いていたが、フップ・ファン・ドールネが開発した金属プッシュベルト式無段自動変速機システムが1987年に量産車に搭載開始したことを皮切りに普及するようになり、その特許切れによる各社の創意工夫と、独占ベルト供給の数量的限界が取っ払われたことにより、特に小型車では主流となった。
前述の「ATの量産化や小型化はその後も進行、やがて低廉な大衆車や横置きエンジン前輪駆動の小型車にも搭載されるようになった。」事の大きな要因となっている。

### ヨーロッパ
アメリカでは1960年代までにはATが一般的になったが、ヨーロッパ車や日本車における普及はそれより遅れた。ヨーロッパでは1950年代中期から、主として対米輸出用の乗用車にATの装備が始まった。当初はアメリカのビッグスリー（変速機の社外供給も一部で行うようになった）やボルグワーナーなどの変速機メーカーからATを購入して搭載するケースが多かったが、ロールス・ロイスは1953年以降、GMから製造ライセンスを取得した4速式ハイドラマチックを自製搭載するようになり、ダイムラー・ベンツ（現：ダイムラー）は1961年から自社製の流体継手式4速ATを開発して搭載を開始した。

### 日本
日本で四輪車に最初にATを搭載したのは、産業用トルコンメーカーであった岡村製作所が自社開発して1958年（昭和33年）に発売した、600 ccの前輪駆動車「ミカサ」で、同社のトルコンは東洋工業の軽乗用車「マツダ・R360クーペ」（1960年）にもオプションで搭載された。
大手自動車メーカーによる自動車は、1959年（昭和34年）にトヨタ自動車が商用車のトヨペット・マスターラインに初めてトルクコンバーターを組み合わせた2速セミオートマチックトランスミッションを搭載し、トヨグライドと称した。競合各社もこれを追うように1960年代以降、上級モデルを中心として日本国外メーカーとのライセンス契約での製造を図り、あるいはボルグワーナー製3速AT「BW35」を輸入搭載するなどの対抗策を採った。トヨタは1962年（昭和37年）に小形、低廉な大衆車であるパブリカ（P20系）にもトヨグライドを搭載した。続いて1963年（昭和38年）にコロナ（T20系）、1967年（昭和42年）にカローラ（E10系）と、搭載車種を拡大し、日本の競合他社もトヨタの動きに追随した。
トルクコンバーターを組み合わせた遊星歯車式ATに関する基礎技術の多くはアメリカのメーカーが特許権を持っていたため、日本の自動車メーカーは国外のメーカーと提携してATメーカーを協同設立することで、特許技術を利用したATを生産した。
- 1969年（昭和44年） - アイシンワーナー（現:アイシン）設立。
- 1970年（昭和45年） - 日産自動車、東洋工業（現マツダ）、フォードの合弁により日本自動変速機株式会社（現ジヤトコ）設立。

一方で本田技研工業は遊星歯車式を採用せず、MTと同様の歯車機構である平行軸歯車式をトルコンと組み合わせた、ホンダマチックを採用して既存特許を回避した。変速機構は常時噛み合い式MTで用いられている噛み合いクラッチの代わりに、自動制御された湿式多板クラッチで変速した。
1987年、ファン・ドールネ式スチールベルト自動無段変速機を実装したスバル・ジャスティが販売開始（他国車にも実装された）。後に自動半クラッチ制御からトルクコンバーターに切り替わり、特許切れによりベルトの供給数量・改良の制約が無くなり、ダッシュアンドストップの日本の都市交通状況に良く適合し、異様に低い日本の法定最高速度が変速レンジの狭さを覆い隠し、JC08モードでは変速タイミングが指定されたMTより燃費の優良誤認を招いたことらにより、日本の小型車（軽自動車も含む）に広く普及し、日系メーカーが広く海外仕様車にも実装するようになった。
1997年初代トヨタ・プリウスに実装されたトヨタ・ハイブリッド・システムは、一般に自動変速機・無段自動変速機と異なるスプリット式（動力分割式）ハイブリッドシステムにカテゴライズされるが、日本法上では自動変速機の一種として扱われる。トヨタはこれを数次の改良を行いつつ、広く同社の自動車に並行展開していき、一時は低燃費の決定版はディーゼルやBEVとされたもののそれぞれが自滅していった結果、今日のトヨタの隆盛に至っている。

## 種類
オートマチックトランスミッションは、クラッチ機構や変速機構の違いにより分類される。乗用車で最も普及しているのはクラッチ機構にトルクコンバータを用い、遊星歯車式多段変速機と組み合わせたものである。

### クラッチ機構による分類
下記以外にも、電磁クラッチ式、乾式単板クラッチ式、乾式多板クラッチ式、流体継手（フルードカップリング）式、遠心クラッチ式などがある。またパラレルハイブリッド車の場合など、エンジンと変速機構の間にクラッチ機構を持たないものもある

#### トルクコンバータ式
流体継手を発展させたトルクコンバータを利用してエンジンの出力をトランスミッションに伝達する方式である。伝達に用いられる液体はATフルード（英: AT fluid）と呼ばれ、動力伝達の他に、変速機構を動作させる油圧回路の作動油としての機能や、変速機構に組み込まれているクラッチやブレーキの摩擦力を安定化する機能、潤滑機能なども併せ持つ。多くの場合、トランスミッションケース下部にATフルードを蓄えるオイルパンを持ち、内蔵するポンプでフルードを吸い上げて各部に送る。

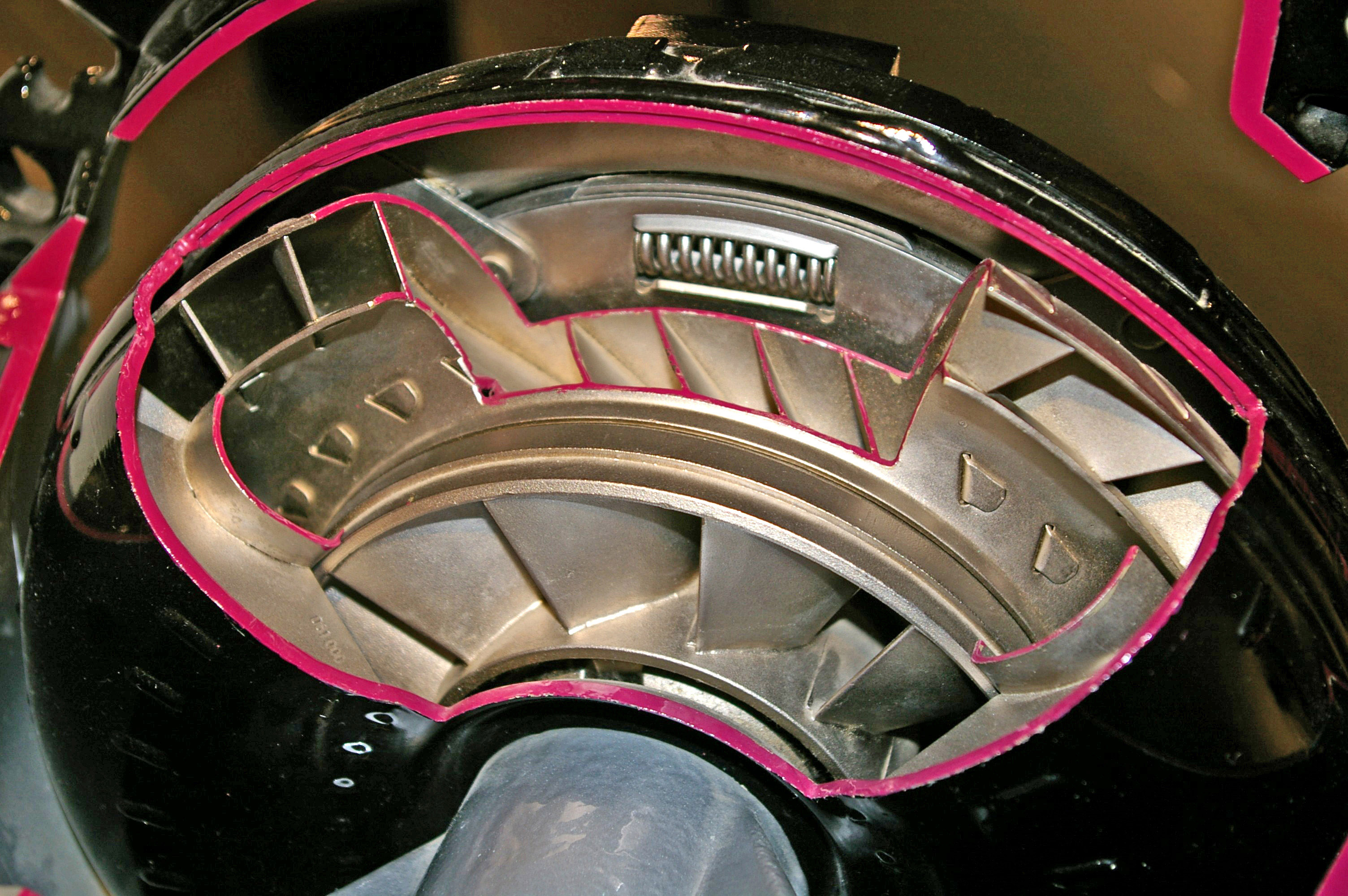
トルクコンバータのカットモデル

ATフルードはATオイル（英: AT oil）と呼ばれる場合もあり、JASOでは自動変速機油と記述される。日本で「ATF」と表記した場合は出光興産の登録商標である。油量はディップスティック式のオイルレベルゲージで、オイルパン内の液面高さを計るものがほとんどである。取扱説明書にフルードの交換について記載されていない車種も多いが、一般的に交換作業は専用の機械でフルードを循環させながら行う。ATフルードのフィルターを備えた一部の車種ではオイルパンを外す分解整備が必要な場合もある。
現在では、多段化が難しく利点も欠点も多いデュアルクラッチトランスミッション（DCT）に変わって、スポーツカーに最先端の機能を兼ね備えたトルコン多段式ATを搭載するメーカーも増えてきている。

#### 湿式多板クラッチ式
エンジンからトランスミッションへの動力伝達に湿式多板クラッチを用いる方式である。ホンダは「ホンダマルチマチック」として油圧で動作する湿式多板クラッチを無段変速機と組み合わせ、1995年式シビックから順次搭載した。ダイムラー・ベンツは「AMGスピードシフトMCT」として湿式多板クラッチと遊星歯車式変速機構を組合せ、メルセデス・ベンツ・SLクラス（R230系）のSL63AMGをはじめとして多くのAMGモデルに採用されている。ダイレクト感と素早い変速、高い伝達効率を訴求力としており、運転者がギアを選択できる「M」モードではダブルクラッチ制御を行って、よりダイナミックな走行を可能としている。操作方法はシフトレバーによるものやステアリング上のスイッチによるもの、パドル式などがある。
後述のAMT（Automated Manual Transmission）の一部にも採用されている。
湿式多板クラッチ式デュアルクラッチトランスミッションでは、一般に内蔵の湿式多板クラッチを発進時にも流用する。

### 変速機構による分類
大きく分けて減速比を段階的に切り替える有段自動変速機と無段階に切り替える無段変速機とがある。有段自動変速機は長年の主流であったが、無段変速機が登場して普及が進んだことにより、これと区別するために自動車メーカーや部品メーカーでは有段ATを「ステップAT」と呼ぶ場合がある。有段ATはコンピュータ制御技術が普及して高度化する以前から制御が可能な機構であったが、エンジンの出力を効率的に利用するため、あるいは環境対策のためには変速段数を増やす必要があり、それに伴って歯車や制御機構が増えて体積と重量が増加する。無段変速機では変速比幅を大きくすると当然大型化する。
無段変速機の中には遊星歯車機構を組み合わせたものもある。

#### 遊星歯車式
遊星歯車機構で動力を伝達する方式で、トランスミッション内部にリングギアやピニオンキャリア、サンギアの回転を制御するブレーキ機構やクラッチ機構を備え、それらを油圧などで動作させて段階的に減速比を切り替える方式である。1組の遊星歯車により前進2速、後進1速の切り替えが可能で、遊星歯車と制御機構を増やすことで段数を増やすことができる。
クラッチ機構には湿式多板クラッチ、ブレーキ機構には湿式多板ブレーキやバンドブレーキが用いられ、いずれも油圧によって作動する。油圧回路は多数のバルブで切り替えられるが、1980年代まではガバナ機構により機械的にバルブの切り替えと変速制御を行っていた。1980年代後半にソレノイドにより電気的にバルブを駆動するものが登場し、アクセルペダルの踏み込量や車速などに基づいてコンピュータが制御し、変速タイミングをより効率的に制御できるようになった。
最初の実用ATであるGMハイドラマチックは前進4速/後進1速であった。その後の変速機技術の試行錯誤過程で、前進2速、3速、4速が市場で一時並立し、1960年代〜1970年代には前進3速ATが主流を占めたが、市場のニーズや技術の発展に伴って変速段数を増やしたものが搭載されるようになった。2010年代では小型、廉価な車種では3速や4速、大衆車では5速や6速が普及し、高級車では7速や8速以上が搭載される例がある。後進はほぼ全ての車種で1速であるが、2速のものもある。
後述の無段変速機に、後退のための逆回転や副変速機として用いられる事もある。電力・機械併用式無段階変速機でもキーコンポーネンツとして組み込まれている。

#### 平行軸歯車式
多くのマニュアルトランスミッションで見られる、平行軸に保持された異なる減速比の歯車の組合せを複数持ち、これを油圧・電動機構などで動作させて自動的に切替え、ギア比を選択する自動変速機である。遊星歯車式に比べると減速比の組合せに自由度が高い。
トランスミッション内に湿式摩擦クラッチを使用し、トルクコンバータを採用した上で、トルクコンバータ内のステータ反力を検出する独自の制御機構と組み合わせた物は、本田技研工業が1960年代後期にホンダマチックとして開発した方式で、メルセデス・ベンツ・Aクラス（初代）の5段ATでも採用されていた。
また一般的なマニュアルトランスミッションと同様の、常時噛合いシンクロメッシュ平行軸歯車式変速機を基にして、これを電子制御油圧・電動アクチュエーターなどで自動変速する様にし、特に電子制御自動乾式（あるいは湿式）摩擦クラッチを採用してトルクコンバータが付かないいすゞ自動車NAVi5などの自動変速機は、オートメイテッドマニュアルトランスミッション（AMT）と呼ばれる。マニュアルトランスミッションで変速時、アクセルワークでギア回転数を合わせる必要があるのと同様な操作を自動で行う必要があるため、一般にスロットル操作がドライブ・バイ・ワイヤ化される。

##### デュアルクラッチトランスミッション（DCT）
ツインクラッチトランスミッションとも呼ばれる。摩擦クラッチと変速機構のセットを奇数段用と偶数段用の2系統持っており、次のギアを予め噛み合わせておいて、そのギヤの系統のクラッチを繋ぐ直前に他系統のクラッチを切ることで変速を行う。増速変速時、通常の1系統の物に対して駆動力の途切れる時間を短縮することができる。トルクコンバーターと組み合わせた稀な場合を除いて、度重なる発進でクラッチに無理がかかる事がある。シフトアップ時にも僅かに自動的に一時スロットルが絞られ、特にシフトダウン時自動スロットル操作などによるブリッピングが必要なため、一般にスロットル操作がドライブ・バイ・ワイヤ化される。

#### オートメイテッドマニュアルトランスミッション (AMT)
「オートメイテッドマニュアルトランスミッション（AMT）」は、マニュアルトランスミッションの機械設計によく似た機構に基づく自動車用トランスミッションシステムの一種である。クラッチシステムとギアシフトのいずれかあるいは両方が同時に自動化されており、運転手による変速操作は部分的にしか、あるいは全く必要としない。
オートスティックといった、動作がセミオートマチック（半自動）だった初期のAMTは、クラッチシステムのみを自動的に制御する。クラッチを自動化するための作動形式（大抵はアクチュエータまたはサーボを介する）は様々であるが、変速のためには手動でのギアチェンジが必要であった。セレスピードやイージートロニックといった現代的なAMTの動作はフルオートマチックであり、ギアチェンジやクラッチ操作に運転手の入力を必要とせず、TCUあるいはECUがクラッチシステムとギアシフトの両方を自動的に操作する。
現代的なオートメイテッドマニュアルトランスミッション（AMT）の起源は、より古いクラッチレスマニュアルトランスミッションにあり、これは油圧式オートマチックトランスミッションの導入以前の1930年代初頭と1940年代に量産車に登場し始めた。クラッチレスマニュアルシステムは運転手が必要とされるクラッチあるいはシフトレバーの使用量を減らすために設計された。当時一般的に使われていたノンシンクロマニュアルトランスミッションの操作は、特に停止-発進が難しく、これらの装置はこれを低減することが意図されていた。初期のクラッチレスマニュアルの例が1942年にハドソン・コモドアで導入された「Drive-Master」であった。この装置は初期のセミオートマチックトランスミッションであり、従来型のマニュアルトランスミッションの構造に基づいている。クラッチはサーボ制御負圧作動式、ギアは3段であり、マニュシフト・マニュアルクラッチモード（フルマニュアル）、マニュアルシフト・自動化クラッチモード（セミオートマチック）、自動シフト・自動クラッチ（フルオートマチック）の3つのモードを備えていた。1955年式シトロエン・DSもこのトランスミッションシステム（4速BVH）を導入した初期の例の1つであった。BVHは油圧を使って作動させる自動化クラッチを使っていた。ギア選択も油圧を使っていたが、ギア比は運転手が手動で選択する必要があった。このシステムは米国では「Citro-Matic」と呼ばれた。
現代的なAMTとは呼べない1984年搭載車市販開始のいすゞ自動車NAVi5から更に進んだ、最初の現代的なAMTは1997年にBMW（SMGトランスミッション）とフェラーリ（F1トランスミッション）によって導入された。どちらのシステムも油圧アクチュエータと電磁弁、クラッチとシフト用の専用TCUを使用していた。運転手がステアリングホイールに取り付けられたパドルシフターを使って、望む時に手動でギアを変えられた。
欧州車で採用されたセレスピードやイージートロニックといった現代的なフルオートマチックAMTは、現在はデュアルクラッチトランスミッションに次第に置き換えられ、更に多段化された遊星歯車式自動変速機に切り替わりつつある。

#### 無段変速機（CVT）
プーリーや駒形のローラーや油圧・発電電動機構等を用いて無段階に減速比を変化させる方式の総称である。連続的かつ無段階に減速比を選べるため最も効率のよいエンジン回転速度を利用して走行することができる。一方で、摩擦式無段変速機は摩擦によって動力を伝達する方式であるため滑りが生じ、油圧・発電電動式無段変速機も変換ロスがあるため、歯車による伝達より伝達損失が大きい。摩擦式無段変速機はオートバイのオートマチックトランスミッションでは主流の方式である。単体では摩擦式無段変速機は変速レンジが限られる。乗用車や小型貨物車に用いられる摩擦式無段変速機は、エンジンの動力を電磁摩擦クラッチで伝達される場合と、トルクコンバーターで伝達される場合がある。オートバイでは遠心摩擦クラッチと組み合わせる場合がほとんどである。油圧・発電電動式無段変速機は、土木建設・鉱山・農業・無限軌道車両走行変速に用いられる事が多い。トルクコンバータも無段変速機であるが損失が大きい。
後退のための逆回転や副変速機に、前述の遊星歯車が用いられたものもある。

## 基本操作

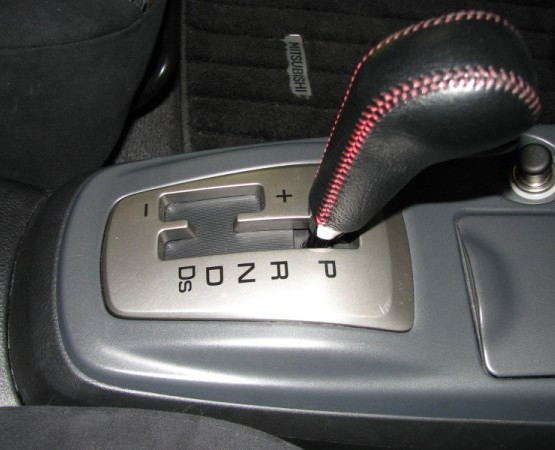
三菱・ランサーのINVECS-IIIのセレクトレバー。Dレンジから横にレバーを倒せば、手動でのギア選択も可能になる。

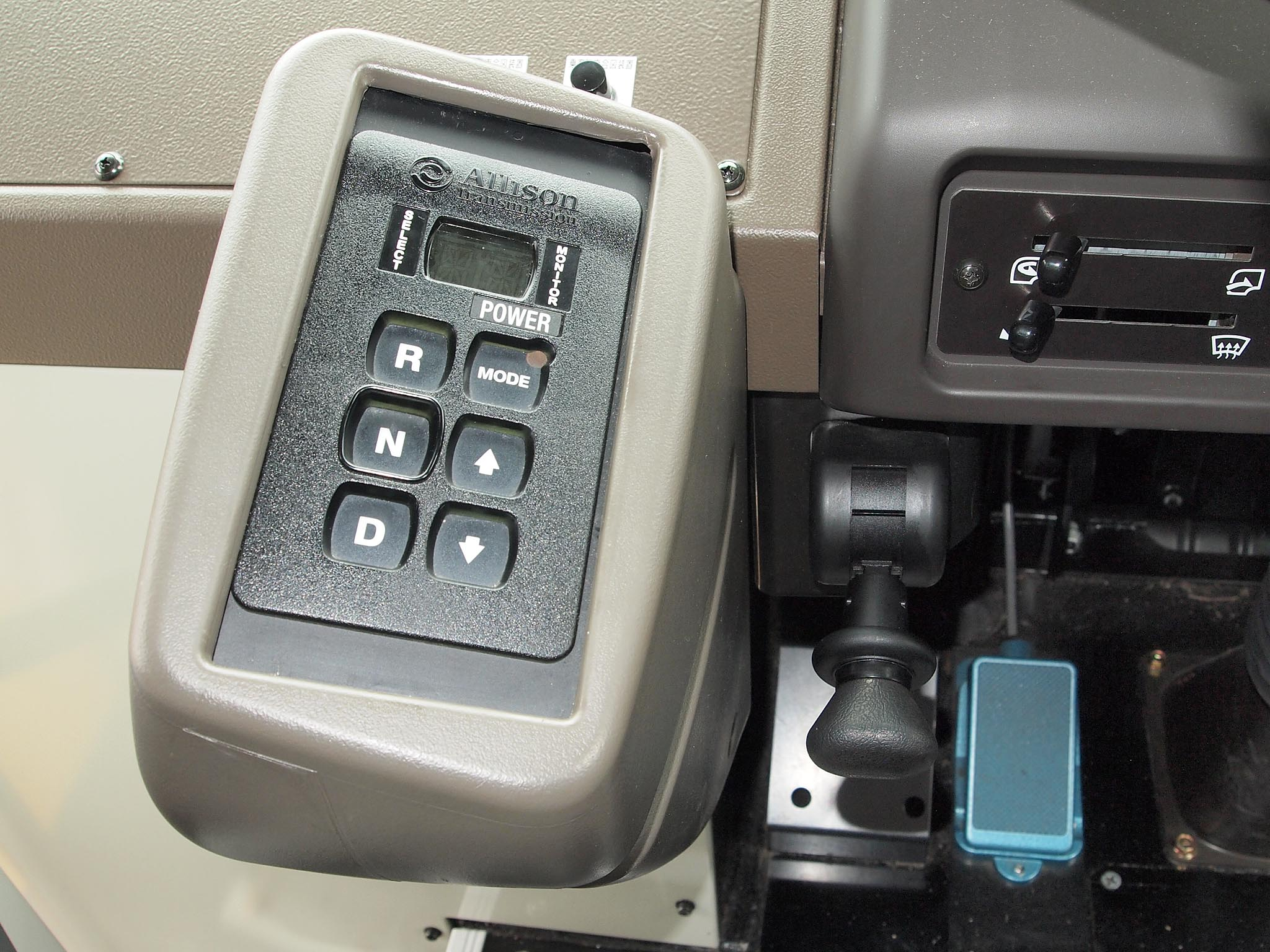
アリソン・トランスミッション製AT搭載車のセレクター。レバーに代えて押しボタンを採用する。右側の上下ボタンは手動でのギア選択ではなく前進時の低速レンジを保持するために用いられる。（三菱ふそう・エアロスター）

ATの操作レバーは、セレクトレバーまたはセレクターと呼ばれる。セレクトレバーには複数の操作位置（レンジ）があり、前進や後退を切り替えるほか、運転者の任意で駐車時に駆動系の回転をロックする機能や、変速段を制限する機能を持ったレンジに切り替えられる。
セレクトレバーの配置は車体中央の床に配置するフロアATと、ステアリングポストの横に取り付けられたコラムAT、インストルメントパネルに配置されたインパネATがある。大型車では、セレクトレバーに代わって押しボタンを採用するものもある。1950年代にはアメリカ製大型乗用車やそれをコピーした旧ソ連製大型乗用車で、プッシュボタン変速を採用した事例もあったが、当時のプッシュボタン式セレクターはトラブルが多発し、レバー式のほうが操作が確実で、乗用車では一般化しなかった。近年ではトルコンATを搭載した大型バスやホンダの一部車種、日産・セレナ（C28型）でプッシュボタン式セレクターが採用されている。
後続車からの視点での発進時の特徴として、エンジン始動後「P」から「D」へセレクトレバーを動かす際、必ず『制動灯が点く』（＝ブレーキを踏まないと「P」からチェンジができない）ことと、「R」を介す為『後退灯が一瞬点灯』する挙動がある。この2つの挙動が見られた場合この車はAT車だと外部から瞬時に判別できる。逆にMT車の場合この2つの挙動がなく発進できる。

### レンジの概要
「P」 - パーキングレンジ
駐車中に使用する。変速機内部で駆動軸が固定されて車両を動かせなくなる。エンジンやハイブリッドシステムの始動・停止が可能である。スタータースイッチからキーを抜くことができる。
駆動系の固定は変速機内部のみであるため、車体に外部より過度な力がかかると、変速機内のストッパーとなる部品（パーキングロックポール）が破損する場合がある。このため安全策として、駐車時にはパーキングブレーキもしくは輪止めを併用するのが一般的となっている。ただし厳冬期など、パーキングブレーキが凍結して解除できなくなる恐れがある場合には、パーキングブレーキを使わず、パーキングレンジのみで駐車し、必要に応じて安定した輪止め等で補うことが推奨されている。大型トラックやバス用のATでは、上述の駆動系固定部の強度の問題から、Pレンジを持たないものが多い。
「R」 - リバースレンジ
後退時に使用し、後退ギアが使用される。PレンジとNレンジの間に位置するものが多い。Rレンジでは電子音でブザーやチャイムが鳴り、運転者に警告する車種が多い。
「N」 - ニュートラルレンジ
変速機内部がフリー状態となり、エンジンおよびタイヤからのトルクが駆動系に伝わらないレンジである。「P」レンジとは違って駆動軸が固定されないので、軽い外力が加わると車体が動く。走行中にエンジンが停止した場合もPレンジ同様にスターターモーターに通電し、再始動を行うことができる。故障時において救援車両に牽引される際も使用される。
「D」 - ドライブレンジ
通常走行時に使用する。トランスミッションの全段を利用して、様々な走行条件に合わせて自動的に変速する。4速以上の変速段を持つ車種では「D」だけでなく、変速タイミングを山岳路などの走行条件に合わせた設定としたドライブレンジを併せ持ち、「S（スポーツ）」や「D3」などと表記する場合もある。メーカーによって異なり「4（フォース）」（トヨタの5段AT車）、「3（サード）」（トヨタ・日産・三菱・スバル・ダイハツ）、「D5」（いすゞのNAVi5搭載車）、「D4」（ホンダ・ダイハツ・いすゞのNAVi5搭載車）、「D3」（ホンダ・いすゞのNAVi5搭載車）、「S」（マツダ）、「L」（トヨタ・日産のCVT車・ホンダのCVT車・三菱・ダイハツ・スズキ）、「1」（日産の非CVT・ホンダの非CVTなど）となっており、マニュアルモードつきについては「S」（トヨタ・ホンダ）、「M」（トヨタ・日産・ホンダ）となっている。また、AT搭載のバスなどではDレンジが「3」となっているものがある。同様に、CVT車では「D」に次ぐ低速側のレンジ名がメーカー毎に異なる。「Ds（スポーツドライブモード）」（三菱）もしくは「S」（ホンダ・ダイハツ）となっていたり、「L」の場合もある。また、特に強いエンジンブレーキ・回生ブレーキを作用させる「B（ブレーキ）」（トヨタ・ダイハツ・日産）というレンジを持つものもある。また、3速以下の変速段を持つ車両の中にはセカンド発進、ロー発進のためのドライブレンジを持ったものもあり、前者は「D2」（日産のボルグワーナー製3速AT搭載車）、後者は「D1」（日産のボルグワーナー製3速AT搭載車）と呼ばれることがある。
日産・GT-R（R35型）はDレンジに相当するレンジが、Aレンジ（Auto、自動変速）とMレンジ（Manual、手動変速）に分かれている。
段数固定レンジ
変速の上限を2速や1速に制限し、下り坂などエンジンブレーキを使用する際に使用する。一部車種では2速発進時に使用する。基本的に3速以上へ変速しないが、アクセルを過剰に開けてエンジン回転が限界に達した場合は、エンジンや変速機保護のために変速する仕様になっているものが多い。上限を2速（セカンドギア）に制限するものは「2」、1速（ローギア）に制限する場合は「L」や「1」と表記される場合が多い。ホンダの軽自動車など、Lまたは1レンジがない車種がある。また日産・ローレル（6代目、5速AT車）やホンダ・オデッセイ（2代目、V6）やホンダ・インスパイア（4代目）などでは、「2」レンジに入れてから「1」ボタンを押して1レンジに入れる。マニュアルモードが備わる場合は、「D」以外の1（L）、2、3レンジがないこともある。

### 安全装置
AT車の多くの車種では、エンジン稼働中はブレーキペダルを踏まない限り「P」レンジから他のレンジへの切替操作ができない「シフトロック機構」が装備されている。これは、同乗者や子どもが不用意に触れた際の誤発進などの危険を防止するため、1980年代頃より安全装置として装備され始めた。
シフトロック機構は電気的・機械的に制御されており、万一の回路異常やバッテリー上がり、事故による損傷などでシフトロックが解除できない場合に備えて手動解除機構が設けられている。不用意に「P」レンジから他のレンジにセレクトレバーが動かされたり、前進走行中に不用意に「R」レンジにセレクトレバーが動かされたりしないように、ロック解除ボタンが設置されていたり、直線的に操作できない矩形の操作パターンを採用しているものが多い。
エンジン始動は「P」レンジか「N」レンジでのみ可能となるよう制御されており、それ以外のレンジではセレクトレバーがスターターの電気回路を遮断し、通電しない構造となっている。
オートマチック車は、エンジン始動直後やエアコン作動開始直後に、チェンジレバーをP以外の位置に入れると、エンジンの回転数が高くなり、急発進することがある。
最初期のATであるGMハイドラマチック（1939年）のシフトパターンは「N-D-L-R」で、「P」レンジがなく、しかもどのシフト位置でもエンジンが始動できたため、「N」以外でエンジンを始動すると車が動き出す問題点があった。運転者はシフト位置が「N」レンジにあるか、ブレーキペダルをしっかり踏んだ状態でなければ安全にエンジンを始動できず、またエンジン停止後はマニュアル車での慣例同様にシフトを「R」に切り替えておくことで、パーキングロックの代用としていた。「L」レンジと「R」レンジが隣り合っていたため、誤操作にも注意が必要であった（確実な操作を行わないと、ギア切り替え時の破損につながる）。
アメリカにおける初期のAT車シフトパターンはしばらく各メーカーで統一されず、またGM以外でもパターン配列における安全配慮が不十分であった。この問題点の対策として、1950年代前期にはシフトパターンの「R-N-D-L」への是正、Pレンジの新設による「P-R-N-D-L」化が進められ、1950年代中期までにはこのシフトパターンがアメリカ市場のAT車で標準化されている。ヨーロッパや日本でもこれに倣ってレンジパターンが定型化した。

### セレクトレバー以外の操作
ステップATの場合はオーバードライブスイッチ（O/Dスイッチ）、CVTの場合はスポーツモードスイッチ（SまたはSPORT）が備えられた車種も多く、スイッチを切っておくと一定のギアから上に変速しなくなる（多くの車種では直結段が上限となる）。普段はスイッチを入れておき、速度に応じてギアが最上段まで切り替わり、高速度でのエンジン回転数が抑えられ省燃費運転が可能となる。一方、山道や市街地走行などで頻繁に変速するような場合は、スイッチを切るとスムーズに走行できる。また渋滞や混雑などでも無用なシフトアップを避け、適度なエンジンブレーキで惰性走行を抑える効果がある。ただし、最高段以外でロックアップが行われない車種も存在する為、ラフなアクセル操作によって燃費の悪化を招く場合もある。エンジンを切ってもオフの状態が維持されるものが多いが、一旦エンジンを切ると、次の始動時に自動的にオンに復帰するものもある。一部の車種では変速モードを選択するスイッチがついているものがあり、例えば「POWER」「AUTO」「SNOW」や、「ECONO」「AUTO」「SNOW」などのような走行状況に応じて切り替えられるものもある。このほかに、ホールドモードスイッチを採用する車種もあり、スイッチを入れるとDレンジでは2速と3速の間で自動変速となり、Sレンジでは2速、Lレンジでは1速にそれぞれギアが固定される。